# Daniel Börtz
Daniel Börtz (né à Hässleholm le 8 août 1943) est un compositeur suédois.

## Biographie
Daniel Börtz a étudié à l'École royale supérieure de musique de Stockholm, et a reçu des leçons de composition de Hilding Rosenberg à partir de 1961. Il a travaillé également la musique avec Karl-Birger Blomdahl et Ingvar Lidholm. Dans les années 1970 et 1980, il a enseigné l'orchestration à l'École royale supérieure de musique de Stockholm. De 1998 à 2003, il a été président de l'Académie royale de musique de Suède. Börtz a composé de la musique de chambre, des œuvres orchestrales (dont plusieurs concertos), douze symphonies et plusieurs opéras, dont Backanterna (Les Bacchantes) (1990) créé en 1991 à l'Opéra royal de Stockholm et dirigé par Ingmar Bergman,  et Goya, créé en 2009.
Son opéra Marie-Antoinette a été joué cinquante fois devant une salle comble après la première au Folkoperan de Stockholm.

## Sources
- (en)/(de) Cet article est partiellement ou en totalité issu des articles intitulés en anglais « Daniel Börtz » (voir la liste des auteurs) et en allemand « Daniel Börtz » (voir la liste des auteurs).